# Právní skutečnost
Právní skutečnost je okolnost, se kterou právní norma spojuje vznik, změnu nebo zánik právního vztahu, tj. subjektivních práv a povinností. Lze ji obecně definovat jako skutečnost, která např. na základě zákona způsobí právní následky. Pojem má původ v právu soukromém, zejména v právu občanském, je však pojmem obecným.

## Druhy právních skutečností
Dělí se na dvě velké skupiny, na právní skutečnosti závislé na lidské vůli a na právní skutečnosti na lidské vůli nezávislé. Ty, které jsou na vůli závislé, pak nejčastěji spočívají v právně relevantním jednání fyzických osob nebo právnických osob, ať již v souladu s objektivním právem (právní jednání) nebo s ním v rozporu (protiprávní jednání). U protiprávních jednání jde o delikty, ať už komisivní (aktivní konání), nebo omisivní (nekonání, opomenutí).
Povahu právních skutečností mají i některé objektivně, tj. mimovolně nastalé okolnosti, pokud s nimi právní normy spojují právní následky spočívající ve vzniku, změně nebo zániku práv a povinností. Jsou-li právem předvídány, nazývají se právní události (např. narození nebo smrt), nejsou-li, nazývají se protiprávní stavy (např. živelní pohroma).

## Další právní skutečnosti
- Právní domněnka – Jsou to skutečnosti, které pravděpodobně existují a dělíme je na vyvratitelné a nevyvratitelné. Proti vyvratitelné právní domněnce je přípustný důkaz opaku, tzn. soud bude k vyvratitelné právní domněnce přihlížet potud, pokud nebyla vyvrácena (např. domněnka otcovství). Nevyvratitelná právní domněnka, která je v občanském právu spíše výjimkou, naproti tomu platí kategoricky, tj. důkaz o opaku přípustný není (např. společné jmění manželů).

- Právní fikce – Naopak zcela jistě neexistují, jde o určitou právní konstrukci, která za předpokladů právem stanovených vyvolává právní následky tak, jako by fingovaná skutečnost existovala. Fikcí je např. doručení podle občanského soudního řádu, k němuž dojde i tehdy, jestliže se o tom adresát písemnosti vůbec nedozvěděl.